# 高鸿鹄
高鸿鹄（1934年11月22日—2013年4月14日），男，四川乐山人，中国电影文学编辑、电影评论家、理论家，一级电影文学编辑，曾任中国电影家协会分党组原副书记、顾问，中国电影评论学会副会长，中共十四大代表。